# Labostigmina snowi
Labostigmina snowi is een vliegensoort uit de familie van de Stratiomyidae. De wetenschappelijke naam van de soort is voor het eerst geldig gepubliceerd in 1896 door Hart.